# Apollonia (Illyria)

Apollonia trong thời cổ.

Apollonia (tiếng Hy Lạp cổ đại: Ἀπολλωνία κατ' Ἐπίδαμνον or Ἀπολλωνία πρὸς Ἐπιδάμνῳ, Apollonia kat' Epidamnon hay Apollonia pros Epidamno) là một thành phố Illyria Hy Lạp cổ đại, nằm trên bờ phải của sông Aous (ngày nay là Vjosë). Tàn tích của nó nằm trong khu vực Fier, gần ngôi làng Pojani, nay thuộc Albania. Apollonia được thành lập năm 588 trước Công nguyên bởi thực dân Hy Lạp từ Corfu và Corinth, trên địa điểm ban đầu là nơi ở của các bộ lạc Illyria Corfu và Corinth, trên một địa điểm ban đầu bị chiếm đóng bởi các bộ lạc Illyria và có lẽ là đô thị quan trọng nhất trong số các thị trấn cổ điển được gọi là Apollonia. Apollonia phát triển mạnh mẽ trong thời kỳ La Mã và là một trường học nổi tiếng của triết học, nhưng bắt đầu giảm trong thế kỷ thứ 3 sau khi bến cảng của nó bắt đầu silting lên như là một kết quả của một trận động đất. Nó đã bị phá hủy vào cuối của thời hậu cổ đại.